# 76 (število)
76 (šéstinsédemdeset) je naravno število, za katero velja velja 76 = 75 + 1 = 77 - 1.

## V matematiki
- sestavljeno število.
- ne obstaja noben takšen cel x, da bi veljala enačba φ(x) = 76.

## V znanosti
- vrstno število 76 ima osmij (Os).

## Drugo

### Leta
- 476 pr. n. št., 376 pr. n. št., 276 pr. n. št., 176 pr. n. št., 76 pr. n. št.
- 76, 176, 276, 376, 476, 576, 766, 776, 876, 976, 1076, 1176, 1276, 1376, 1476, 1576, 1766, 1776, 1876, 1976, 2076, 2176